# Neqab
Neqāb (farsi نقاب) è il capoluogo dello shahrestān di Javin, circoscrizione Centrale, nella provincia del Razavi Khorasan in Iran. Aveva, nel 2006, una popolazione di 12.022 abitanti. 